# Аллен, Джеймс
Джеймс Аллен (англ. James Allen; 28 ноября 1864, Лестер — 24 января 1912, Илфракомб) — британский писатель, известный своими мотивирующими книгами и поэзией.

## Биография
Д. Аллену было 15 лет, когда его отец, бизнесмен, был ограблен и убит. Он оставил школу, чтобы работать полный день для поддержки своей семьи. Позднее он женился на Лили Аллен и стал исполнительным секретарем крупной компании. В возрасте 38 лет, вдохновленный творчеством Льва Толстого он уходит с работы и с женой и дочерью Норой переезжает в небольшой дом в городке Ильфракомб графства Девон, чтобы жить простой жизнью. Там Аллен за 9 лет написал 19 работ и кроме того издавал журнал «The Light of Reason».
Книги Аллена иллюстрируют использование силы мысли для изменения человеческих возможностей. При своей жизни он не достиг ни славы ни богатства, однако и сейчас его работы продолжают оказывать влияние на людей всего мира.
Наиболее известная книга Аллена «Как человек думает» (Человек мыслящий)(As a Man Thinketh) была опубликована в 1902 году и сейчас считается классической работой по саморазвитию человека. Основная идея книги такова, что мысли формируют человека: благородные мысли создают благородного человека, низкие мысли делают человека низким.
После его смерти в 1912 году, его жена продолжала публиковать журнал под названием «The Epoch».